# Keijo Kousa
Keijo Kousa (Myrskylä, 27 juli 1959) is een voormalig profvoetballer uit Finland, die speelde als verdediger gedurende zijn carrière. Hij beëindigde zijn actieve loopbaan in 1998 bij de Finse club LTP Lahti. Met Kuusysi Lahti won hij vijf keer de Finse landstitel.

## Interlandcarrière
Kousa kwam in totaal achttien keer (vier doelpunten) uit voor de nationale ploeg van Finland. Onder leiding van bondscoach Esko Malm maakte hij zijn debuut op 24 mei 1981 in de WK-kwalificatiewedstrijd tegen West-Duitsland (0-4) in Lahti.

## Erelijst
Kuusysi Lahti
- Fins landskampioen

1982, 1984, 1986, 1989, 1991
- Beker van Finland

1983, 1987